# Abelardo Marinho de Albuquerque Andrade
Abelardo Marinho de Albuquerque Andrade (Fortaleza, 27 de outubro de 1892 — Rio de Janeiro, 12 de junho de 1968) foi um político brasileiro. Exerceu o mandato de deputado classista constituinte em 1934.